# الین ویر
الین ویر(alienware) یک شرکت آمریکایی تولیدکننده سخت‌افزار در زمینه گیمینگ است. این شرکت زیر مجموعه کمپانی dell است. شرکت alienware در سال ۱۹۹۶ توسط Yordan Alngelov و Alex Aguila پایه‌گذاری شد. دفتر مرکزی این شرکت در هاموکس میامی در فلوریدا واقع شده است.

## تاریخچه

### سالهای اولیه
این شرکت ابتدا به نام Saikai فعالیت خود را آغاز کرد و در ابتدا تنها کامپیوتر، لپتاپ و پی سی‌های گیمینگ را تولید می‌کرد.Saikai توسط نلسون گونزالس تأسیس شد و به دلیل ارائه دهنده خرده فروشی و مونتاژ برای ایستگاه‌های کاری تجاری و دسک تاپ‌های شخصی شناخته شده بود.
این شرکت بعدها به الین ویر تغییر نام داد به گفته کارمندان، نام "Alienware" به دلیل علاقه بنیانگذاران به مجموعه تلویزیونی معروف "X-Files" و همچنین نام گذاری فضایی سیستم‌ها انتخاب شده است.
الین ویر تا سال ۲۰۰۲ توانست با ارائه سیستم‌های قدرتمند سخت‌افزاری و طراحی زیبا، موفقیت‌های زیادی به دست و آورد سر و صدای زیادی به پا کند
هنگامی که نماد Alienware Area 51 Predator وارد شد، به عنوان دستکاپ دارای آرم سر بیگانه و طراحی خارق‌العاده فضایی الین ویر را به قله‌های بالا موفقیت رساند.

### خریداری برند توسطدل
دل سرانجام Alienware را در سال ۲۰۰۶ خریداری کرد. قبل از آن اقدام برای خرید را انجام داده بود اما موفق به خرید آن نشده بود. پس از خریداری توسط دل این شرکت ایده‌های جذاب تری نیز ارائه داد. یکی از آنها لپ تاپ M17 در سال ۲۰۰۹ بود.